# 体育西路站
体育西路站是广州地铁1号线和3号线的换乘车站，位於中國廣東省廣州市天河区天河南一路体育西路口的地底。於1999年2月16日随1号线全线通车而正式启用；2005年12月28日随着地铁3号线通车成为换乘车站。

## 车站结构

### 车站楼层
体育西路站共設有三層，地面为车站各出入口，周边為天河南一路、體育西路，天河城以及其它建築；地下一層為共用站厅層；地下二層為1號線站台層；地下三層為3號線站台層。
| 地面     | 出入口          | 安检设施（A口）                                                    |          |          |
| 地下一层 | 站厅            | 售票机、客服中心、警务室、商店、母婴室、安检设施                   |          |          |
| 地下二层 | 缓冲平台 （北） | 从 █3号线站台前往站厅 车站设备                                     |          |          |
|          | 2 站台          | █1号线 西塱方向（下站：杨箕）                                      |          |          |
|          | 岛式站台        |                                                                    |          |          |
|          | 1 站台          | █1号线 广州东站方向（下站：体育中心）                              |          |          |
|          | 缓冲平台 （南） | 连接站厅及 █3号线站台 车站设备                                     |          |          |
| 地下三层 |                 | █3号线 机场北方向（下站：林和西） / 天河客运站方向（下站：石牌桥） |          |          |
|          | 4 站台 6 站台   | 岛式站台                                                           | 岛式站台 | 岛式站台 |
|          |                 | █3号线 机场北方向（下站：林和西）                                  |          |          |
|          | 5 站台 3 站台   | 岛式站台                                                           | 岛式站台 | 岛式站台 |
|          |                 | █3号线 海傍方向（下站：珠江新城）                                  |          |          |

### 站厅
体育西路站站厅為一個偏心十字型的共用站厅，1號線站厅為東西向，位於天河南一路地下；3号线站厅为南北向，位於体育西路地下，中间被1號線站厅分開為南北兩個部分。值得一提的是，1号线建设时考虑与规划黄埔轻轨1号线换乘，故在车站西端南侧连续墙预留多个与该线的换乘接口；后黄埔轻轨规划取消，本站改为与3号线换乘，相关接口被3号线南站厅利用。
為了方便乘客進出和换乘，1号线站厅的付費區范围划分为南侧大部分位置，3号线站厅付费区划分为站厅中心偏东大部分位置。付費區內設有多組扶手電梯及樓梯往返各线路月台。3号线站厅在付费区内各自设有1台专用电梯以分别连接两个月台。而1号线连接月台及站厅的专用电梯由于站厅的电梯门设于1号线站厅非付费区西侧，乘客使用時需要向車站工作人员求助以便協助使用。
地下二層的3號線緩衝平台亦分為南北兩部分，分別通往3號線的南北兩部分站厅。兩者因被同層的1號線站台和軌行區分隔而無法在地下二層直接相通。
由于3号线平日客量極高，為保持车站客流秩序，3号线北站厅以及南站厅一半部分設為僅供從3號線站台前往站厅换乘1號線或出站，相關扶梯全部往上。在站厅需要乘坐3號線的乘客，則只能通過3号线南站厅处前往3號線站台。此外为方便乘客换乘及进出，地铁运营方于2025年7月在站厅两线十字相交顶部增设双环导向LED指引屏。
另外，本站的母婴室设于3号线南站厅非付费区靠近G出入口处。

#### 商店及自助服務
現時体育西路站提供不同類型的商店，例如有便利店、麵包糕餅店、服装店以及饰品店等，其中車站範圍內更設有两家7-11和一家全家共三家便利店。车站商店大部分集中设置在1号线站厅付费区内，少数则设于3号线南北站厅非付费区。羊城通客户服务中心设于3号线的南站厅处。
此外，本站还设有自動售賣機、自動照相機、自动售卡充值机等自助服务设施供乘客使用。

### 月台
体育西路站共设有3个岛式月台，1號線設有一個島式站台，3号线则设有雙島三線式站台。其中1号线在上，3号线在下。

#### 1号线
1號線月台位於天河南一路地底，车站地下二层处。

#### 3号线
3號線站台位于体育西路地底，车站地下三层处。其中站台西侧路轨（3號站台）供海傍方向的列車使用；东侧路轨（4號站台）供天河客运站方向，以及從本站以南貫通往機場北方向的列車使用；中央路軌（5、6號站台）目前專供於體育西路─機場北交路的列車使用，在列車抵達本站该月台時即同時折返为始發往機場北方向。从站厅下到3号线站台时需要看清导向指引，如下错站台需上到站厅或者缓冲层再下到另一站台。
由于3號線中央路轨两侧均为车站月台，3號線機場北站開往本站的列車終到停車時亦同時開關兩側車門，因此在列车抵達本站前，会以报站提示乘客需要换乘天河客运站方向、换乘1号线及出站时需在列车前进方向的左门下车；而往海傍方向需在列车前进方向的右门下车。
此外，中央路轨南端设有存车线，两侧主线与中央路轨亦设有交叉渡线（机场北站/天河客运站方向设置）以及一条单渡线（海傍方向设置）。主线与支线在本站以北分岔，但前往支线或者从支線抵站的列车均無法直接進入中央路軌。
現時配合3號線實施「Y」型交路，站厅及緩衝層均撤去前往5號站台的指示，意圖讓需要前往機場北方向沿途各站的乘客集中前往东側島式站台（4號及6號站台）候車。但西側島式站台（3號及5號站台）上依然保留5號站台機場北方向的指示。
因应3号线月台客流过大，为方便站内警务人员观察月台状况，3号线各月台均设有警务人员瞭望台，以方便管理及處理突發情況。

### 出入口
现时体育西路站共设有7个出入口，分布于1号线站厅以及3号线站厅，其中D出入口通道设有两条通道分别连接1号线站厅和3号线站厅。
亦有出入口通往地下商业中心及附近商场的地库，其中B出入口设有通道通往天环广场以及APM线的天河南站，C出入口則連接車站旁天河城地庫及永旺天河城店，E出入口则直接連接天河又一城以及时尚天河地下商场。
本站原本设B2出入口。该出入口位于广州市供用电工程总公司旁边，天环广场附近；出入口通道处设有地下商场，后来该地下商场结业。其后该出入口通道及地下商場被改建為美容院，并且撤销编号，因此B1出入口被改编为现在的B出入口。后该美容院结业，原B2出入口通道被收回，并改建成连通本站至天河南站联络通道的一部分，相关地面出入口重开，可分别通往本站和天河南站。
|                                                                   |                                                           |      |            | |
|                                                                   |                                                           |      |            | |
| 編號                                                              | 设施                                                      | 照片 | 出口指示   | 建議前往的目的地 |
| 1号线站厅                                                         |                                                           |      |            | |
| A                                                                 | 盲道标志 · 扶手电梯标志                                   |      | 体育西路   | 广利路、广东省市场监督管理局（知识产权局）、广州市市场监督管理局（知识产权局）、广州血液中心中怡广百献血点、体育西路南公交车站 |
| B                                                                 |                                                           |      | 天河南一路 | APM线 天河南站（A出入口）天环广场、体育东路                                                                                    |
| C                                                                 |                                                           |      | 天河南一路 | 天河城（南门） |
| D                                                                 | 盲道标志 · 扶手电梯标志                                   |      | 体育西路   | 天河路、天河体育中心 |
| 3号线站厅（北）                                                   |                                                           |      |            | |
| E                                                                 | 同层                                                      |      | 体育西路   | 天河体育中心、广州市南沙公证处天河点、BRT体育中心站、体育中心公交车站、维多利广场公交车站、体育西路公交总站                    |
| 3号线站厅（南）                                                   |                                                           |      |            | |
| G                                                                 | 盲道标志 · 轮椅升降台标志 · 无障碍通道标志 · 扶手电梯标志 |      | 体育西路   | 黄埔大道西、天荣中学、体育西横街路口公交车站                                                                                   |
| H                                                                 | 盲道标志                                                  |      | 体育西路   | 天河南一路、天河城公交车站 |
| 註： 設有 \| 設有 \| 設有輪椅升降台 \| 設於同一層 \| 設有扶手電梯 |                                                           |      |            | |

## 接驳交通
体育西路站附近設有BRT体育中心站，兼有不少巴士路线是以体育中心為總站或途經体育中心站以及车站附近的维多利广场站，因此吸引不少乘客使用体育西路站轉乘地鐵及巴士。現時有不少乘客會從本站出站，前往体育中心站总站、维多利广场站以及BRT体育中心站轉乘巴士前往天河区东部、黄埔区、白云区等地。
另外，乘客可通过本站B出入口连接天河南站和天环广场的地下联络通道，前往天河南站换乘APM线。
| 编号 | 编号   | 线路                   | 线路                  | 线路                     | 收费                  | 备注                  |
| ---- | ------ | ---------------------- | --------------------- | ------------------------ | --------------------- | --------------------- |
|      | B1     | 体育中心               | ⇆                     | 鹿鸣山                   | 2元                   |                       |
|      | B1快线 | 已于2025年4月26日停办  | 已于2025年4月26日停办 | 已于2025年4月26日停办    | 已于2025年4月26日停办 | 已于2025年4月26日停办 |
|      | B2     | 广州火车站（草暖公园） | ⇆                     | 东圃                     | 2元                   |                       |
|      | B2A    | 广州火车站（草暖公园） | ⇆                     | 汇彩路                   | 2元                   |                       |
|      | B3     | 罗冲围                 | ⇆                     | 汇彩路北                 | 2元                   |                       |
|      | B4     | 广仁路                 | ⇆                     | 天河智慧城核心区（高唐） | 2元                   |                       |
|      | B4快线 | 已于2025年4月26日停办  | 已于2025年4月26日停办 | 已于2025年4月26日停办    | 已于2025年4月26日停办 | 已于2025年4月26日停办 |
|      | B4A    | 华景新城               | ⇆                     | 科学城（揽月路）         | 2元                   |                       |
|      | B4B    | 体育中心               | ⇆                     | 沐陂村                   | 2元                   |                       |
|      | B5     | 宝岗大道               | ⇆                     | 黄埔港                   | 2元                   |                       |
|      | B5快线 | 已于2025年4月26日停办  | 已于2025年4月26日停办 | 已于2025年4月26日停办    | 已于2025年4月26日停办 | 已于2025年4月26日停办 |
|      | B6     | 同和路（藍山花園）     | ⇆                     | 匯彩路                   | 2元                   |                       |
|      | B9     | 珠江南景园             | ⇆                     | 华景新城                 | 2元                   |                       |
|      | B10    | 体育中心               | ⇆                     | 地铁天河智慧城站         | 2元                   |                       |
|      | B12    | 天源路（华南植物园）   | ⇆                     | 车陂                     | 2元                   |                       |
|      | B21    | 革新路                 | ⇆                     | 棠德花苑                 | 2元                   |                       |
|      | B25    | 体育中心               | ⇆                     | 大学城（中部枢纽）       | 2元                   |                       |
|      | B27    | 已于2025年4月26日停办  | 已于2025年4月26日停办 | 已于2025年4月26日停办    | 已于2025年4月26日停办 | 已于2025年4月26日停办 |

| 编号 | 编号            | 线路       | 线路 | 线路               | 收费 | 备注 |
| ---- | --------------- | ---------- | ---- | ------------------ | ---- | ---- |
|      | 137             | 新洲码头   | ⇆    | 广州火车东站       | 2元  |      |
|      | 140             | 员村       | ⇆    | 元岗（远洋天骄）   | 2元  |      |
|      | 777             | 珠江新城   | ↺    | 天河城             | 2元  |      |
|      | 节假日公交专线7 | 天河客運站 | ⇆    | 穗丰村（兴太三路） | 3元  |      |

| 编号 | 编号         | 线路                   | 线路                  | 线路                           | 收费                  | 备注                                                                             |
| ---- | ------------ | ---------------------- | --------------------- | ------------------------------ | --------------------- | -------------------------------------------------------------------------------- |
|      | 18           | 体育中心               | ⇆                     | 赤沙（广东财经大学）           | 2元                   |                                                                                  |
|      | 78           | 岑村                   | ⇆                     | 东山广场                       | 2元                   |                                                                                  |
|      | 89           | 天河客運站             | ⇆                     | 大沙头                         | 2元                   |                                                                                  |
|      | 130          | 赤岗大塘               | ⇆                     | 华景新城                       | 2元                   |                                                                                  |
|      | 233          | 滘口客运站             | ⇆                     | 广州火车东站                   | 2元                   |                                                                                  |
|      | 245          | 黄石东（白云尚城）     | ⇆                     | 员村一横路                     | 3元                   |                                                                                  |
|      | 263          | 广州火车东站           | ⇆                     | 盈丰路                         | 2元                   |                                                                                  |
|      | 280          | 凰岗（锦东服装城）     | ⇆                     | 广州火车东站                   | 3元                   |                                                                                  |
|      | 540          | 員村一横路             | ⇆                     | 黃石路                         | 2–3元                 |                                                                                  |
|      | 545          | 珠江新城               | ⇆                     | 泽德花苑（市中医院同德围分院） | 2元                   |                                                                                  |
|      | 551          | 已于2024年11月9日停办  | 已于2024年11月9日停办 | 已于2024年11月9日停办          | 已于2024年11月9日停办 | 已于2024年11月9日停办                                                            |
|      | 801          | 大学城（科学中心）     | ⇆                     | 体育中心                       | 3元                   |                                                                                  |
|      | 810          | 广州火车东站           | ⇆                     | 白云高尔夫花园                 | 3元                   |                                                                                  |
|      | 夜9          | 车陂                   | ⇆                     | 黄石路                         | 4元                   |                                                                                  |
|      | 夜10         | 龙洞（广东金融学院）   | ⇆                     | 东山口                         | 3元                   | 39路附属线路                                                                     |
|      | 夜15         | 同德围（横滘村）       | ⇆                     | 广州火车东站                   | 3元                   | 71路附属线路                                                                     |
|      | 夜17         | 珠村                   | ⇆                     | 广州火车东站                   | 3元                   | B20路附属线路                                                                    |
|      | 夜19         | 罗冲围                 | ⇆                     | 汇彩路北                       | 4元                   | B3路附属线路                                                                     |
|      | 夜23         | 宝岗大道               | ⇆                     | 汇景北路                       | 3元                   | 263路附属线路                                                                    |
|      | 夜25         | 广州火车站（草暖公园） | ⇆                     | 东圃                           | 3元                   | B2路附属线路                                                                     |
|      | 夜35         | 黃鶴路（市殘運中心）   | ⇆                     | 員村一橫路                     | 4元                   |                                                                                  |
|      | 夜38         | 广卫路                 | ⇆                     | 天河智慧城核心区（高唐）       | 4元                   | B4路附属线路                                                                     |
|      | 夜41         | 广州火车站（草暖公园） | ⇆                     | 保税区（酒博城）               | 4元                   | B28路附属线路                                                                    |
|      | 夜46         | 奥林匹克体育中心       | ⇆                     | 石化路                         | 4元                   |                                                                                  |
|      | 夜47         | 广医附属中医院         | ⇆                     | 同和                           | 4元                   | B6路附属线路                                                                     |
|      | 夜48         | 大学城体育中心         | ⇆                     | 体育中心                       | 4元                   | B25路附属线路，使用大学城专线1、大学城专线4的配车运营 15–30分/班，寒暑假期间停运 |
|      | 夜51         | 车陂                   | ⇆                     | 萝岗香雪（梅花世界）           | 4元                   | 574路附属线路                                                                    |
|      | 夜53         | 天慧路                 | ⇆                     | 体育中心                       | 3元                   | 78A路附属线路                                                                    |
|      | 夜56         | 广卫路                 | ⇆                     | 赤沙（广东财经大学）           | 3元                   |                                                                                  |
|      | 夜61         | 广州南站               | ⇆                     | 体育中心                       | 4元                   |                                                                                  |
|      | 夜70         | 天河客運站             | ⇆                     | 北山村（新滘东路）             | 4元                   | 252路附属线路                                                                    |
|      | 夜74         | 广州火车东站           | ⇆                     | 太和（沙亭岗村）               | 4元                   | 504路附属线路                                                                    |
|      | 夜77         | 广州白云站公交总站     | ⇆                     | 广州火车东站                   | 3元                   | 810路附属线路 20–30分/班                                                         |
|      | 夜78         | 广州火车东站           | ⇆                     | 中山八路                       | 3元                   | 107路附属线路，使用无轨电车或纯电动汽车运营                                      |
|      | 夜89         | 华景新城               | ⇆                     | 宝岗大道                       | 3元                   | 191路附属线路                                                                    |
|      | 夜105        | 南悦花苑               | ⇆                     | 兴民路（天汇广场）             | 4元                   | 经棠下（三元里大道）、天河南 886路附属线路                                       |
|      | 高峰快线15   | 已于2025年3月16日停办  | 已于2025年3月16日停办 | 已于2025年3月16日停办          | 已于2025年3月16日停办 | 已于2025年3月16日停办                                                            |
|      | 广高峰快线30 | （广州）体育中心       | ⇆                     | （佛山）万科四季花城           | 2元                   | 广283路附属线路，20–30分/班                                                      |
|      | 高峰快线32   | 广东国防教育基地       | ⇆                     | 华工大                         | 3元                   |                                                                                  |

## 利用情況

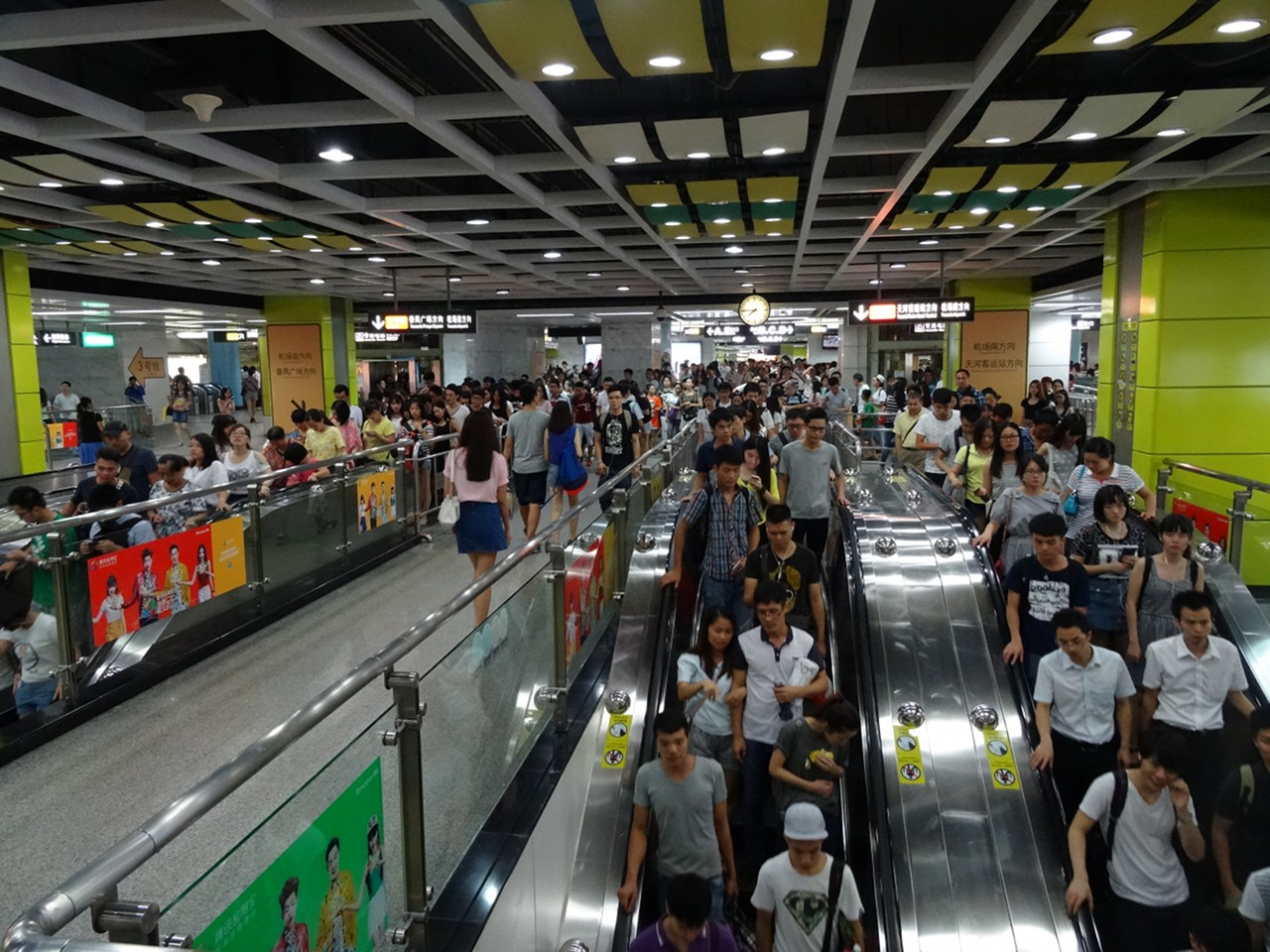
体育西路站高峰期人潮

體育西路站位處广州市最为繁华的天河路商圈，周邊有多个大型購物中心和地下商场；加上该站是广州地铁线网客流强度最高的1號線和3號線的重要换乘车站，因此每天均有大量乘客利用本站进出站以及换乘。该站每天从早到晚都十分繁忙，全天都视客流状况而實施客流控制措施；高峰时段更是十分拥挤，在此站換乘時經常需輪候兩班甚至三班列車或以上才能上車。而3号线及3号线北延段在未开行贯通列车前，乘客更需要在此站进行换乘，因此3號線的繁忙情況更為嚴重。故该站被不少广州市民戏称为“地狱西路站”。车站现时每日7:30-9:30、17:30-20:00均会采取常态化客控措施，地铁方面除会使用铁马引导或拦截人群外，还会视情况调整各出入口的功能：A、D、G口分批进站，B、E、H口只出不进，C口临时关闭。
据统计，体育西路站在2021年的日均客流量达到43.70万人次，已连续多年被评为中国大陆最繁忙的地铁站，单日换乘客流达33.2万人次；而该站在2017年12月31日的单日客运量达到84.4万，为广州地铁乃至全中国大陆轨道交通线网的最高单日客流纪录。
另外，如果车站旁边的天河体育中心在当天有体育比赛或者演唱会等相关活动时，会有更多的乘客使用本站或者体育中心周边的体育中心站、石牌桥站和林和西站乘搭地铁前往市区各处，虽然APM线在附近设有体育中心南站，但APM线的直接服务范围仅限于天河北以及珠江新城中軸線一带，缓解本站客流的作用甚微。

## 歷史

### 1号线

1987年的「十字線網」規劃，可见有体育西路站

1987年，當時的廣州市人民政府準備引入法國資本進行地鐵建設的方案1中，出現了現有1號线的雛型，當時路線方案并没有设置体育西路站，后来征集市民意见之后，天河段線路作出改變，同時在天河南一路體育西路路口設體育西路站，並成為通車時正式使用的站名。1993年8月，本站被确定为与东线轻轨（又名黄埔轻轨1号线，来往黄埔区）的换乘站，故调整本站设计，加宽站台和线间距，并增加换乘接口预留。
1993年12月28日，本站随一號线工程正式動工；1997年4月18日，本站正式封顶，标志着一号线16座车站全部封顶；1999年2月16日大年初一當日，本站啟用，當日亦為1號線全線通車之日。
為迎接2025年十五運會和殘特奧會舉辦，地鐵集團計劃在本站D出口增設樓梯升降機以提高無障礙環境水平。

### 3号线

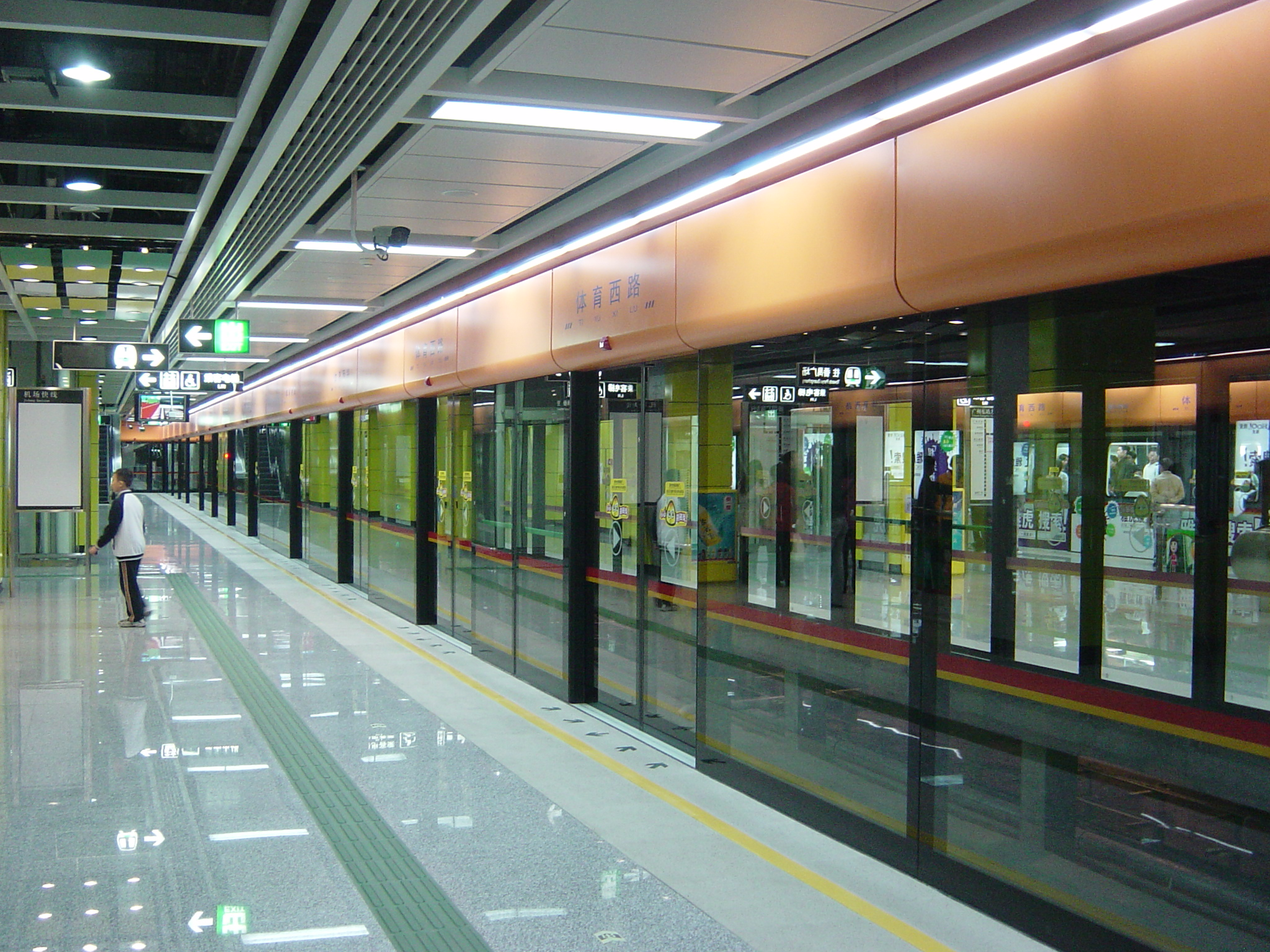
3号线本站开通初期的中间站台，可见其中站台方向版亦写有机场快线字样。

在1997年的《廣州市城市快速軌道交通線網規劃研究（最終報告）》中，作為備選的B方案中出現了環線，當時的環線為5號線，东段的本站至客村一段即為現時3號线的中段，随后该段在2000年规划中成为3号线的一部分，两端均被延长，同时本站亦作为3号线主线和支线的交汇站，后来3号线规划最终落实，2003年5月18日本站3号线部分正式开工。2005年12月26日，本站3号线站厅部分，以及3号线站台随3号线首通段（广州东站-客村）开通而正式启用。
2010年3号线北延至机场南站后，本站在3号线南站厅处设有航班信息显示屏，以方便前往机场的乘客了解信息；相关设备在数年后被拆除。
与同期开通的3号线其他车站一样，站台上原设有书法大字，后因客流压力拆除部分假墙，导致书法大字被移除。

#### 站台使用状况
- 2005年12月26日~2006年11月20日

在3号线车站启用初期，3号线的两个岛式站台的外侧站台（即现在的3号站台和4号站台）率先启用，而中央路軌則用於停放备用列车。该安排至2006年11月20日3号线停运40日起终止。
| 地下 三層 |                                 |
|           | █3号线 客村方向（珠江新城站）   |
| 島式站台  |                                 |
|           | █3号线 備用站台                 |
| 島式站台  |                                 |
|           | █3号线 廣州東站方向（林和西站） |

- 2006年12月30日~2010年4月20日

2006年12月30日，由于3号线一期全線通車，本站3號線部分恢复使用，同时运营安排随行車路線更改為：天河客運站—番禺廣場和廣州東站—體育西路，兩者需要在本站换乘，車站中央路軌亦正式啟用，供後者在本站折返。由于3号线使用3节编组，运营于廣州東站—體育西路的列车在本站需要两次停车，并开门两次，列车广播亦提醒乘客换乘1号线、出站以及往番禺广场方向的乘客需要在第一次停车开门时下车，往天河客运站方向的乘客需要在第二次停车开门时下车。
| 地下 三層 |                                   |
|           | █3号线 番禺廣場方向（珠江新城站） |
| 島式站台  |                                   |
|           | █3号线 廣州東站方向（林和西站）   |
| 島式站台  |                                   |
|           | █3号线 天河客運站方向（石牌橋站） |

- 2010年4月20日至今

2010年4月20日，由于当时的廣州東站—體育西路段的列车扩编至6节编组，因此在该段終到至本站的列車在中央路轨停車一次並改為同時開關兩側車門，站台使用情況变更成现在的安排。
而在2019年，3号线常态化开行番禺广场至机场北的双向贯通车，换言之乘客除了可以在5号站台和6号站台等候往机场北方向的列车外，亦可在4号站台等候往机场北方向的列车。
另外，在2020年1月29日受2019冠状病毒病疫情影响而暂时停运机场北-体育西路交路，仅开行机场北/天河客运站-番禺广场交路，因此本站中央路轨除晚低峰外，短暂停用至2月24日。

## 未来发展
未來10號線及13號線將經過體育西路一帶並設站，但因規劃及週邊條件所限，兩線車站均離現有體育西路站有一定距離。但兩線車站均已被納入體育西路區域换乘設計範圍，规划上均會設置换乘通道連接至體育西路站實現與1號線、3號線和APM線的换乘。

### 10号线（天河路站）

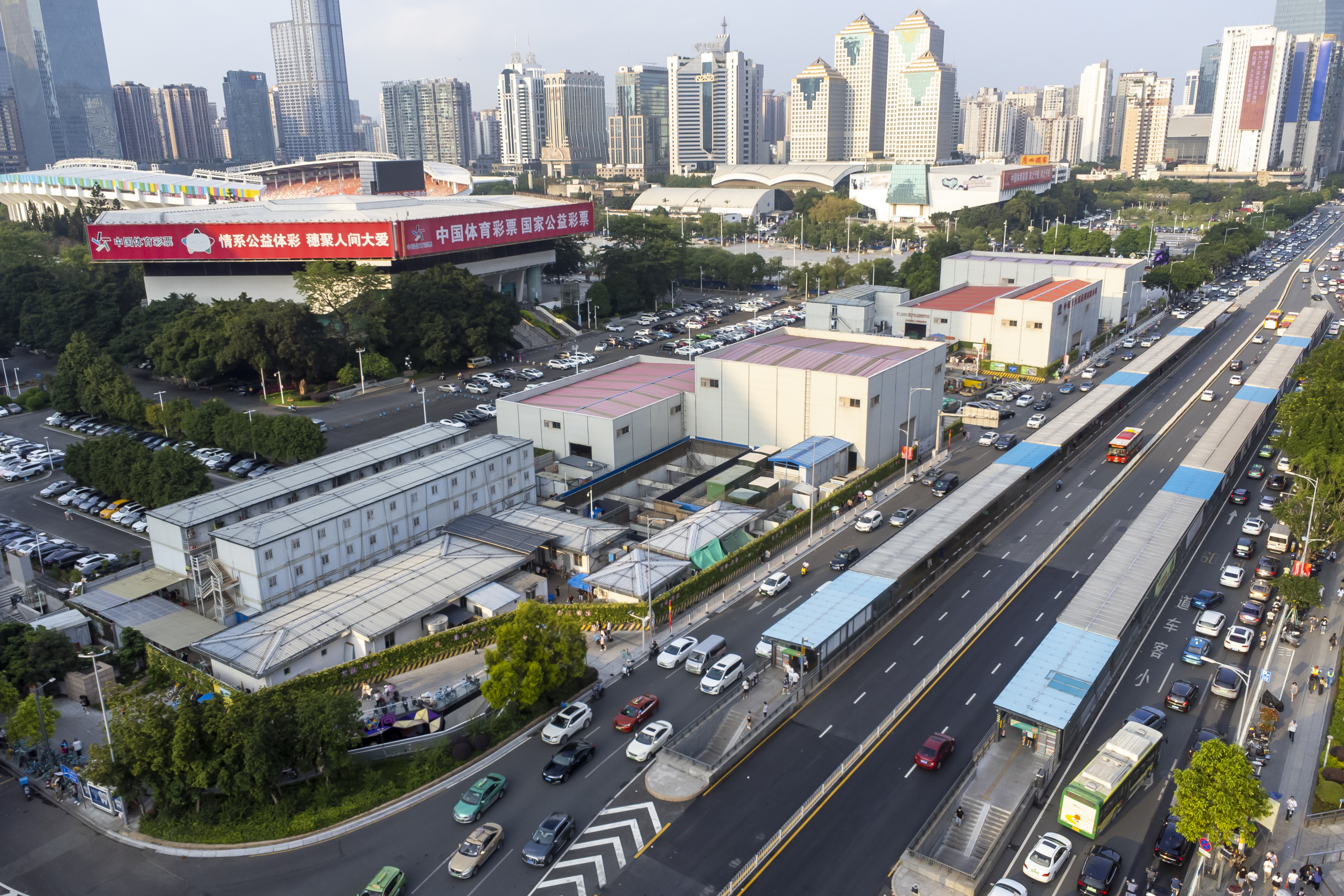
天河路站工地（2023年5月）

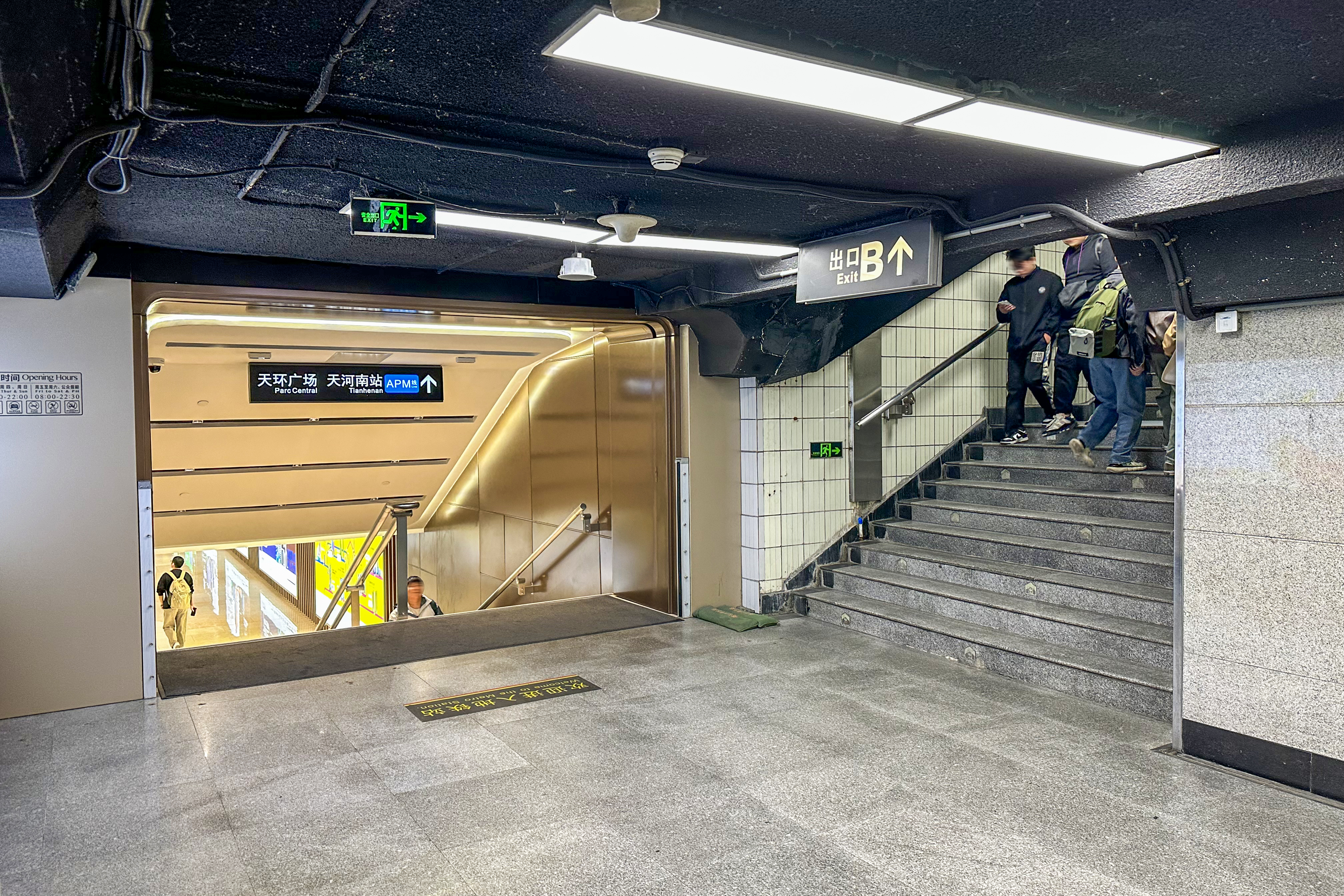
B出入口旁新增通往APM线天河南站和天环广场的通道，也是原B2出入口的入口位置

3號線支線段（天河客運站—體育西路）將拆離3號線，並向西南延伸形成10號線獨立運營。由于本站建造時未对10号线作出任何預留，且10號線無法使用現有的體育西路站，需要在天河路另外新建10號線天河路站。该站于2019年開始建設。
天河路站將設於天河路，BRT體育中心站的地底。車站以暗挖方法建設，上層為站厅，下層設一個島式月台。設有3個出入口。同时將在天河城大街的地下建設一條付费区换乘通道，並接入現有1號線體育西路站的東端；同時亦在西側建設另外一條换乘通道，接入天河又一城地下商場，實現與1號線、3號線的换乘。屆時需要對本站原B2出入口的通道及本站1號線站厅東側進行改造和擴建，以適應换乘需求。
另外，10号线工程亦會在本站原B2出入口增建一條通道連通APM線的天河南站。该通道由广州地铁与天环广场方面合建，于2023年8月22日投入使用，乘客可在本站B口出站后通过该通道前往天河南站A口换乘。
受周边环境限制，天河路站使用暗挖方式建设，土建进度较慢；加上3号线支线拆解为10号线的施工方案未落实，本站无法与10号线杨箕东站以南段同步启用。

#### 天河路站車站結構
| 地面     | 出入口                  | 安检设施                                |  |  |
| 地下一层 | 换乘通道 （天河又一城） | 经天河又一城商场前往 █3号线 体育西路站  |  |  |
|          | 10号线站厅              | 售票机、客服中心、警务室                |  |  |
|          | 换乘通道 （天河城大街） | 前往 █1号线 体育西路站、█APM线 天河南站 |  |  |
| 地下二层 | 2 站台                  | █10号线 西塱方向（下站：杨箕东）        |  |  |
|          | 岛式站台                |                                         |  |  |
|          | 1 站台                  | █10号线 天河客运站方向（下站：石牌桥）  |  |  |

### 13號線（花城廣場北站）
13號線二期將設有花城廣場北站，位於黃埔大道西體育西路口東側，全长260米，宽45.7米。因週邊環境條件所限，花城廣場北站现时無法满足消防要求的前提下建设通往体育西路站的地下换乘通道，预计车站启用前期需出站經地面换乘。
车站在黃埔大道地底設有一組暗挖建造的分離式月台，以島式月台的方式排列，並以行人通道連接。车站將在黃埔大道南北兩側分别設有兩個外挂站厅。明挖建造的南站厅结合粤海天地地下室预留的位置设置，将在车站开通初期投入服务；而北站厅计划建于育蕾小区西南侧，并引出连接体育西路站的地下换乘通道，但两者均需留待育蕾小区和六运小区進行舊城改造時同步建设。
车站站台于2023年底完成主体结构施工，南站厅于2025年1月实现主体结构封顶。
因3号站厅横通道拱顶埋深较小，广州地铁于2025年7月1日对该通道上方的路面启动加固工程，以分散车辆通过时造成的压力并减少震动。

#### 花城廣場北站車站結構
| 地面     | 出入口              | 安检设施 经地面前往 █1号线 █3号线 体育西路站 |  |  |
| 地下一层 | 下沉广场 （南站厅） | 连接车站及商业设施                           |  |  |
| 地下二层 | 13号线北站厅        | 售票機、客服中心                             |  |  |
|          | 13号线南站厅        | 售票機、客服中心                             |  |  |
| 地下三层 | 缓冲层              | 来往站厅及13号线站台                         |  |  |
| 地下四层 | 2 站台              | █13号线 朝阳方向（下站：梅东路）             |  |  |
|          | 分离式站台          |                                              |  |  |
|          |                     | 通道连接两侧站台                             |  |  |
|          | 分离式站台          |                                              |  |  |
|          | 1 站台              | █13号线 新沙方向（下站：冼村）               |  |  |